# Yang Zhou
Yang Zhou (chiń. 杨舟; ur. 21 kwietnia 1992) – chińska siatkarka grająca jako przyjmująca. 
Obecnie występuje w drużynie Zhejiang.